# Yency Chamur
Yency Xiomara Chamur (* 5. Juli 1995) ist eine salvadorianische Leichtathletin, die im Sprint und Mittelstreckenlauf an den Start geht.

## Sportliche Laufbahn
Erste internationale Erfahrungen sammelte Yency Chamur im Jahr 2023, als sie bei den Zentralamerikameisterschaften in San José in 59,89 min den fünften Platz im 400-Meter-Lauf belegte und in 2:16,02 min die Bronzemedaille über 800 Meter hinter der Costa-Ricanerin Angeline Pondler und Débora Quel aus Guatemala gewann. Zudem gewann sie mit der salvadorianischen Mixed-Staffel über 4-mal 400 Meter in 3:48,54 min die Silbermedaille hinter dem Team aus Costa Rica. Anschließend schied sie bei den Zentralamerika- und Karibikspielen in San Salvador mit 2:25,23 min in der Vorrunde im 800-Meter-Lauf aus und belegte in der 4-mal-100-Meter-Staffel in 48,81 s den vierten Platz.
2022 wurde Chamur salvadorianische Meisterin im 400-Meter-Lauf.

## Persönliche Bestleistungen
- 400 Meter: 58,99 s, 28. April 2023 in León
- 800 Meter: 2:16,02 min, 6. Mai 2023 in San José